# Bendamustine

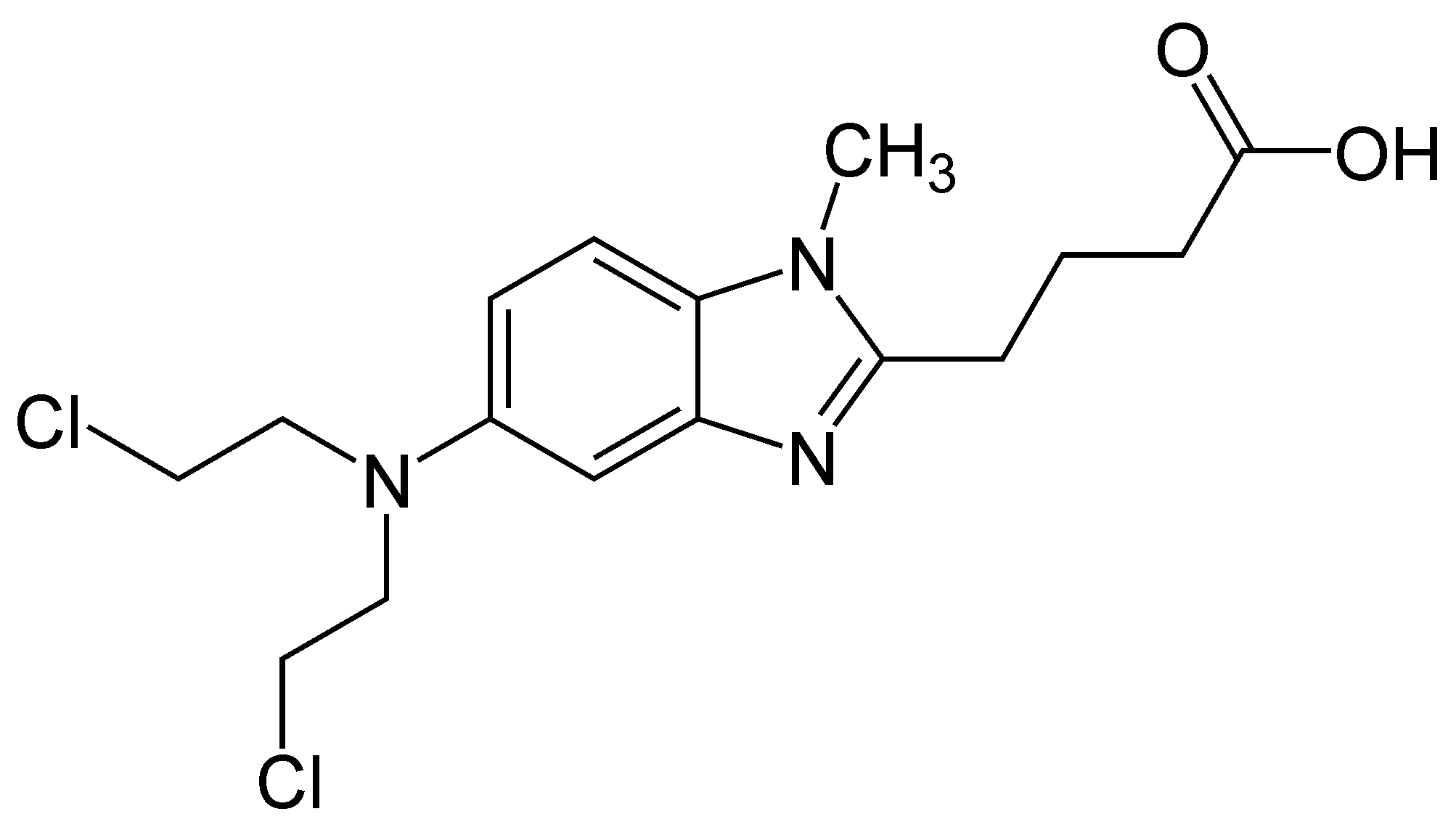
Structuurformule van bendamustine. Aan de linkerzijde de stikstofmosterdgroep.

Bendamustine is een alkylerend middel. Het is een stikstofmosterd die als cytostaticum wordt ingezet bij chemotherapie tegen kanker, in het bijzonder bij chronische lymfatische leukemie en lymfoom. Het werkingsmechanisme is gebaseerd op het verstoren van de deling van cellen door alkylering van het DNA. Vooral de snel delende en afwijkende kankercellen zijn hiervoor gevoelig.
De stof is opgenomen in de lijst van essentiële geneesmiddelen van de WHO.